# 信长之野望·革新
《信长之野望·革新》是一款由光荣公司制作和发行的历史类战略游戏。本游戏是信长之野望系列第12作。本游戏最初于2005年6月22日在Windows发行。游戏后移植至PlayStation2。
本游戏与前几作类似，玩家可以选择大名，通过同盟和武力，目的是要统一日本。武将的能力分为政治、统率、武勇、知略、义理和相性。
本游戏在部队方面进行了简化。
PK版因過度針對玩家的攻勢,而遭到玩家詬病.